# Reuben Thorne
Reuben David Thorne (Christchurch, 2 de enero de 1975) es un exjugador neozelandés de rugby que se desempeñaba como segunda línea.

## Selección nacional
Fue convocado a los All Blacks por primera vez en agosto de 1999 ante los Springboks, fue nombrado capitán desde noviembre de 2002 hasta una vez finalizado el mundial de Australia 2003.
Luego de este fracaso perdió la capitanía siendo nombrado nuevo capitán Tana Umaga y no fue convocado nuevamente hasta 2006 cuando empezó a jugar regularmente con ellos. Se retiró de la selección en el mundial de Francia 2007. En total jugó 50 partidos y marcó cinco tries (25 puntos).

### Participaciones en Copas del Mundo
| Mundial                       | Sede      | Resultado        | PJ | Tries |
| ----------------------------- | --------- | ---------------- | -- | ----- |
| Copa Mundial de Rugby de 1999 | Gales     | Cuarto puesto    | 5  | 0     |
| Copa Mundial de Rugby de 2003 | Australia | Tercer puesto    | 7  | 2     |
| Copa Mundial de Rugby de 2007 | Francia   | Cuartos de final | 2  | 0     |

## Palmarés
- Campeón del Rugby Championship de 1999, 2002, 2003, 2006 y 2007.
- Campeón del Super Rugby de 1998, 1999, 2000, 2002, 2005, 2006 y 2008.
- Campeón de la ITM Cup de 1997, 2001, 2004 y 2008.